# Шеметово (Забайкальский край)
Шеметово — село в Сретенском районе Забайкальского края России. Входит в состав сельского поселения «Дунаевское». Основано в 1905 году при строительстве Транссибирской магистрали.

## География
Село находится в юго-западной части района, на левом берегу реки Шилки, при железнодорожной линии Приисковая — Сретенск, на расстоянии примерно 52 километров (по прямой) к юго-западу от города Сретенска. Абсолютная высота — 530 метров над уровнем моря.
Климат
Климат характеризуется как резко континентальный с продолжительной холодной малоснежной зимой и коротким тёплым летом. Среднегодовая температура воздуха составляет −5,3 — +3 °С. Средняя многолетняя температура самого холодного месяца (января) составляет −28 — −24 °С (абсолютный минимум — −55 °С), температура самого тёплого (июля) — 16 — 19 °С (абсолютный максимум — 40 °С). Безморозный период длится в течение 80 — 100 дней. Среднегодовое количество осадков — 350—400 мм.
Часовой пояс
Село Шеметово находится в часовой зоне МСК+6. Смещение применяемого времени относительно UTC составляет +9:00.

## Население
| 2010 | 2021 |
| ---- | ---- |
| 42   | ↘35  |

Половой состав
По данным Всероссийской переписи населения 2010 года в гендерной структуре населения мужчины составляли 45,2 %, женщины — соответственно 54,8 %.
Национальный состав
Согласно результатам переписи 2002 года, в национальной структуре населения русские составляли 96 % из 88 чел.